# 贝琳达·卡莱尔
贝琳达·乔·卡莱尔 （英語：Belinda Jo Carlisle，/kɑːrlaɪl/，1958年8月17日—）是一名美國歌手、作家。她起初作為加油合唱團的主唱一舉成名，隨後也單獨創作了許多作品。
贝琳达·卡莱尔在南加州長大。1977年，她加入了洛杉磯一個龐克樂隊Germs，擔任鼓手職位；1978年，加油合唱團成立，卡莱尔便加入並擔任主唱。此樂隊於1981年發表大受歡迎的專輯《Beauty and the Beat》，令其成為史上首個原創專輯達到榜首地位的全女樂團。最終，The Go-Go's在全球範圍內售出了超過7百萬張專輯。
1985年，樂團解散，贝琳达·卡莱尔便開啟自己的音樂生涯。她最成功的代表作包括《Mad About You》、《I Get Weak》、《Circle in the Sand》、《Leave a Light On》、《Heaven Is a Place on Earth》等。2010年6月，卡莱尔發表自傳《Lips Unsealed》，登上紐約時報暢銷書榜，並獲得正面評價。2011年8月11日，她作為The Go-Go's 的成員，獲得好萊塢星光大道的一顆星。